# Gorman (Califórnia)
Gorman é uma comunidade não-incorporada localizada no estado norte-americano da Califórnia, no Condado de Los Angeles. É considerado um bairro llocalizado a noroeste do Condado de Los Angeles.
A região está sendo considerada para ser transformada em uma reserva para as flores selvagens nativas.